# Gaston LeClercq
Gaston LeClercq, född 1904, död juni 1944, var en friidrottare från Belgien. Han deltog vid olympiska sommarspelen 1924.